# Rødven kyrka
Rødven kyrka ligger i byn Rødven i Rauma kommun i Møre og Romsdal fylke i Norge. Strax söder om kyrkan ligger Rødven stavkyrka som ägs av Fortidsminneforeningen.

## Kyrkobyggnaden
Träkyrkan uppfördes år 1907 efter ritningar av arkitekt Jens Zetlitz Monrad Kielland. En restaurering genomfördes på 1950-talet och år 1968 försågs kyrkans golv med isolering.
Kyrkan har rödmålade fasader och består av ett långhus med nord-sydlig orientering. Kyrktornet med ingång ligger i söder och koret i norr.

## Inventarier
- Altartavlan är tillverkad år 1907 av Emanuel Vigeland och har motivet Getsemane.
- Vid korbågens högra sida står predikstolen som har uppgång från koret.
- Dopfunten av trä är liksom altartavlan och predikstolen samtida med kyrkan.
- Orgeln med sex stämmor är tillverkad år 1983.
- Kyrkklockan är gjuten år 1847 av Olsen Nauen Klokkestøperi och hörde tidigare till stavkyrkan.